# Écomorphologie
L'écomorphologie, ou morphologie écologique, est l'étude des relations entre le rôle écologique d'un organisme et ses adaptations morphologiques. L'écomorphologie vise à identifier les spécificités anatomiques et écologiques des organismes, qui sont directement ou indirectement influencées par leur environnement. Les recherches actuelles mettent l'accent sur le lien entre la morphologie d'un organisme et la niche écologique qu'il occupe, en analysant les performances (vitesse de course, force de morsure, etc.), les comportements associés et leurs conséquences en termes d'aptitude.